# David Scott (homme politique)
Pour les articles homonymes, voir David Scott (homonymie).
David Scott, né le 27 juin 1945 à Aynor (Caroline du Sud), est un homme politique et homme d'affaires américain. Membre du Parti démocrate, il est élu de Géorgie à la Chambre des représentants des États-Unis depuis 2003.

## Biographie
David Scott est originaire du comté de Horry en Caroline du Sud. Dans les années 1960, il étudie à la Florida A&M University et à l'université de Pennsylvanie.
En 1974, il est élu à la Chambre des représentants de Géorgie. En 1982, il entre au Sénat de l'État, où il siège vingt ans.
En 2002, il se présente à la Chambre des représentants des États-Unis dans le nouveau 13e district de Géorgie. Il est élu avec 59,6 % des voix face au républicain Clay Cox. Il est depuis réélu tous les deux ans avec plus de 69 % des suffrages.